# Jan Firlej (kasztelan sanocki)
Jan Firlej z Dąbrowicy, Józef, herbu Lewart, (zm. w 1701) – kasztelan sanocki (1696–1701), podczaszy sanocki (1682), i przemyski (1688), sędzia kapturowy ziemi sanockiej w 1696 roku.
Właściciel Odrzykonia, Wiśniowej i Twierdzy oraz otrzymał 1697 r. prawem lennym Chordzieżę.

## Pochodzenie i rodzina
Syn Mikołaja Firleja, (prototypu Wacława w Zemście Aleksandra Fredry). Odziedziczył po nim Zamek Kamieniecki.
Był wnukiem Piotra Firleja (zm. 1619) – wojewody lubelskiego.
Ojczymem jego był Jakub Kaliński (zm. po 1672) – rotmistrz królewski i Mikołaj Ostroróg (ok. 1627-1659) – starosta drohowyski i rotmistrz.
Matką jego była Zofia Skotnicka (prototyp Klary Raptusiewiczówny w Zemście Aleksandra Fredry).
Miał brata księdza Henryka Mikołaja Firleja (zm. 1707) – sekretarza królewskiego, kanonika łuckiego i krakowskiego.
Żoną jego została przed 1669 r. Weronika (Werena) Wichrowska z Wichrowa, h. Pomian – miecznikówna. Z nią miał syna Andrzeja Firleja (zm. 1719) – kasztelana kamieńskiego (1714), starostę mukarowskiego, dowódcę chorągwi pancernej (od 1715 r), ożenionego z Anną Lanckorońską, która miała córkę Werennę, poślubioną przez Józefa Scipiona del Campo, marszałka nadwornego litewskiego.
Miał też córki; Zofię – żonę Jana Strzemeskiego (syna Krzysztofa), starosty hadziackiego, następnie Jana Świrskiego – chorążego bełskiego (1721 r.); Urszulę – żonę Kazimierza Hańskiego i Jana Potockiego – łowczego bracławskiego; Teresę – żonę Mikołaja Cetnerowa – starosty bareckiego i Konstancję Joannę – żonę Konstantego Wojakowskiego – chorążego latyczowskiego.

## Udział w obronieZamku Kamienieckiego
Na wieść o wkroczeniu do Polski wojsk Jerzego II Rakoczego 16 marca 1657 r., zorganizował obronę zamku w Odrzykoniu. Wezwał sąsiadów: Jakuba Kalińskiego – podczaszego sanockiego, Kułaczkowskiego, Leoniewskiego, Stroińskiego i wielu innych, aby bronić Kamieńca. Dysponował śmigownicą, 10 hakownicami, znaczną liczbą kul muszkietowych i zapasem prochu strzelniczego, dwoma zbrojami i pięcioma szyszakami. Nie zdołał obronić zamku, jednak podczas nocnych wypraw czynił najeźdźcom duże szkody i wyprowadził podziemnym przejściem obrońców, a ci którzy pozostali zostali wymordowani. Od czasu najazdu Rakoczego, rozpoczął się powolny upadek zamku. Wobec rozwoju nowej taktyki wojennej i zastosowania artylerii Kamieniec stracił charakter twierdzy. Jednak po potopie szwedzkim, Jan Firlej zdołał zamek częściowo odbudować.
W 1697 r. został wyznaczony senatorem rezydentem.
W 1672 r. prawdopodobnie był fundatorem nowego kościoła w Niewodnej i dworu myśliwskiego w Wiśniowej oraz kaplicy.